# Czarny Las (Łask)
Pour les articles homonymes, voir Czarny Las.
Czarny Las (prononciation [ˈt͡ʂarnɨ ˈlas]) est un village de la gmina de Buczek, du powiat de Łask, dans la voïvodie de Łódź, situé dans le centre de la Pologne.
Il se situe à environ 5 kilomètres à l'est de Buczek (siège de la gmina), 12 kilomètres au sud-est de Łask (siège du powiat) et 37 kilomètres au sud-ouest de Łódź (capitale de la voïvodie).
Sa population s'élevait approximativement à 80 habitants en 2006.

## Administration
De 1975 à 1998, le village était attaché administrativement à l'ancienne voïvodie de Sieradz.

Depuis 1999, il fait partie de la nouvelle voïvodie de Łódź.